# Grane (gisement de pétrole)
Grane est un gisement pétrolier norvégien, situé en mer du Nord.

## Localisation
La plateforme exploitant le gisement est située en mer du Nord, à 185 km à l'ouest d'Haugesund. La plancher océanique se trouve à cet endroit à une profondeur de 127 mètres.

## Propriété
Le gisement de Grane est exploité par Statoil. Statoil détient 36,6%, Petoro 28,9%, Vår Energi 28,30% et ConocoPhillips 6,20% ,.